# Zygothrica celsa
Zygothrica celsa är en tvåvingeart som beskrevs av David Grimaldi 1987. Zygothrica celsa ingår i släktet Zygothrica och familjen daggflugor. Inga underarter finns listade i Catalogue of Life.